# جان كارلوس سولورزانو
جان كارلوس سولورزانو (بالإسبانية: Jean Carlos Solórzano)‏ هو لاعب كرة قدم كوستاريكي في مركز الهجوم، ولد في 8 يناير 1988 في نيكوجا في كوستاريكا. شارك مع منتخب كوستاريكا تحت 17 سنة لكرة القدم ومنتخب كوستاريكا تحت 20 سنة لكرة القدم ومنتخب كوستاريكا لكرة القدم. أما مع النوادي، فقد لعب مع نادي بريزبان رور ونادي ملبورن فيكتوري.

## وصلات خارجية
- جان كارلوس سولورزانو على موقع الاتحاد الدولي (مؤرشف)  (الإنجليزية)
- جان كارلوس سولورزانو على موقع قاعدة بيانات كرة القدم.إي يو (الإنجليزية)
- جان كارلوس سولورزانو على موقع ناشيونال فوتبول تيمز (الإنجليزية)
- جان كارلوس سولورزانو على موقع Soccerway.com (الإنجليزية)